# Anastasia Ashley
Anastasia Ashley (10 de febrero de 1987) es una surfista profesional y modelo estadounidense.

## Primeros años
Ashley nació Anastasia Electra Ashley en San Clemente, California el 10 de febrero de 1987. Comenzó a surfear a los 5 años de edad justo antes de mudarse a Hawái. A los 6 años, ganó un concurso de surf usando una tabla deteriorada que encontró en un cubo de la basura fuera de su casa. A los 7 años de edad, consiguió un patrocinador para reemplazar su tabla deteriorada por otras nuevas.

## Carrera

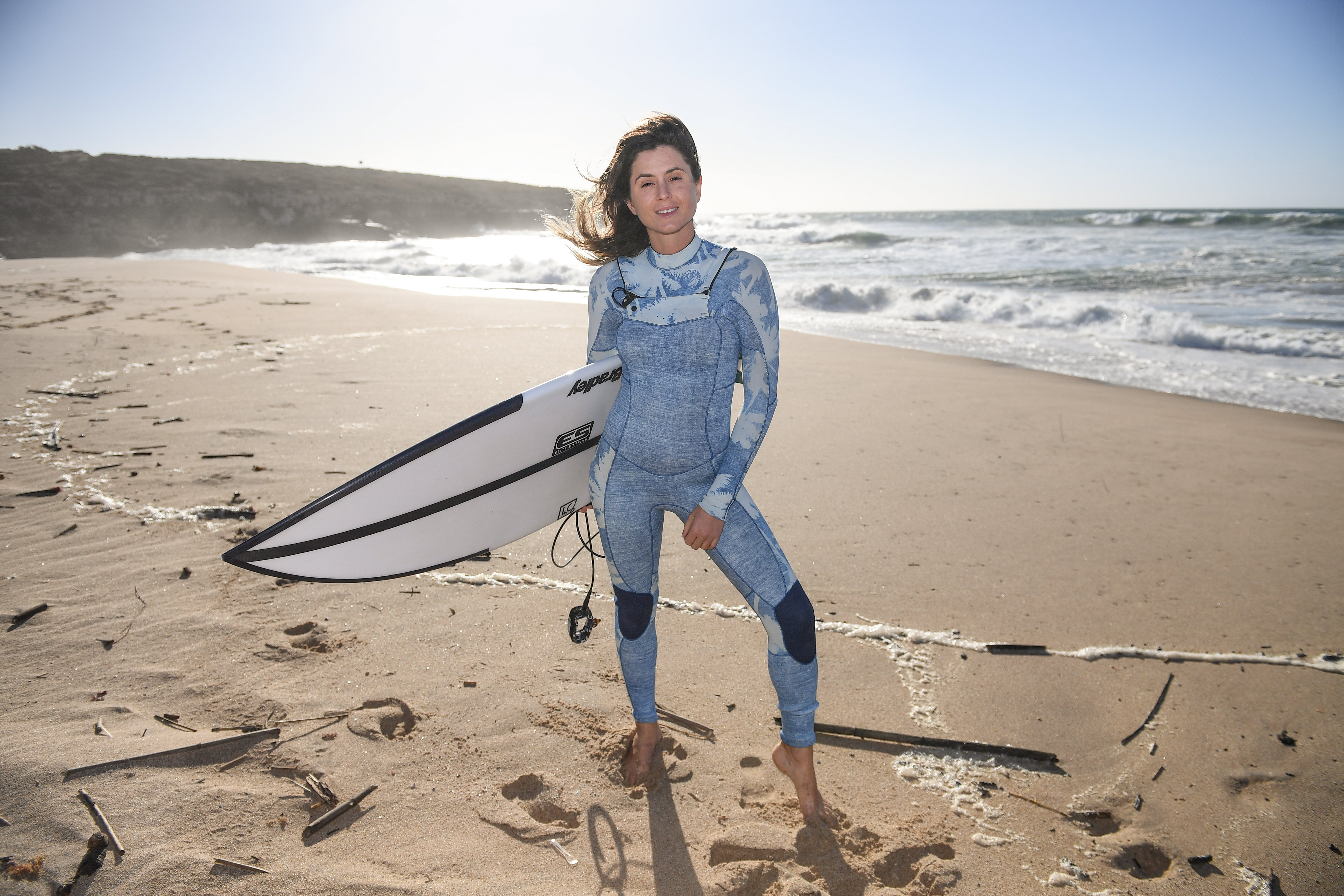
Anastasia Ashley en Surf Summit, antes de la Web Summit de 2017, en Ericeira, Portugal

En 2003, recibió el premio Triple Corona Rookie del año. A los 16 años, Ashley ganó su primer gran título nacional. Más tarde, también ganó títulos incluyendo dos campeonatos de la Asociación Nacional de Surf Escolar y el campeonato del Tour Profesional de Surf de América. Ashley ganó el Pipeline Women's Pro de 2010 en Hawái. Apareció en la Edición de Bañadores de Sports Illustrated  en 2014. A partir del 8 de septiembre de 2014, Ashley está calificada en el puesto 59.º en la serie Women's Qualification de 2014.
En septiembre de 2014, comenzó su propia línea de joyería Gypsy Jet Set en colaboración con OK1984, una compañía joyera. Apareció en el número de octubre de 2014 de la revista Maxim. En noviembre de 2014, fue a Irlanda por un Web Summit sobre cómo mantener una ventaja competitiva en el surf centrándose en las herramientas de las redes sociales. Ashley estaba interesada en convencer a Taoiseach Enda Kenny para surfear.
Ashley apareció en el tercer episodio de la temporada 14 de Hell's Kitchen donde enseñó a los ganadores del reto cómo surfear. También asistió como invitada en el servicio de cena de ese episodio. Apareció en un episodio de Stewarts & Hamiltons.
Ashley es vegetariana y ha posado para una campaña publicitaria vegetariana de PETA en 2006.